# وليام هيود
وليم هيود (بالإنجليزية: William Heude)‏ (1825-1789). ضابط بريطاني كان يعمل في مؤسسة مدراس العسكرية ضمن شركة الهند الشرقية. قام برحلة من ساحل مليبار إلى القسطنطينية زار خلالها مناطق وبلدان عديدة منها العربية السعيدة، وشبه الجزيرة العربية، وبلاد فارس، وجنات عدن، وبلاد ما بين النهرين، وبابل، وبغداد، وكردستان، وأرمينيا، وتركيا، وآسيا الصغرى. سجل مذكرات رحلته ونشرها تحت عنوان:رحلة عبر الخليج العربي، ورحلة برية من الهند إلى إنجلترا عام 1817.

## الرحلة
أبحر الملازم (وليم) أو وليام هيود تاركاً مدينة كانور، بهدف الوصول إلى ساحل مليبار، حيث رسى قاربه فيه حوالي منتصف شهر أيلول، وبعد ان قام بجولة لعدد من الأماكن في هذا الجانب من الهند، حتى وصل بومباي، وبقي فيها فترة من الزمن، ومن ثم قدم عنها وصفاً حول سكانها وتجارتها والقوات العسكرية التي فيها، أعدادهم، صنوفهم، أسلحتهم، ومراكبهم، حتى غادرها على متن قارب عربي وصفه بالبائس، وكان على متنه مسافرين يتحدثون بلغات مختلفة، وينتمون إلى عدة قوميات، فمنهم يهود، فرس، ميديون، عيلاميون، ومن سكان بلاد ما بين النهرين، وكانت وجهته إلى مسقط التي تقع في شمال شرق الساحل العربي، فنزل فيها وتجول في شوارعها، فكتب في يومياته واصفاً أسواقها، ودائرة الجمارك، والمناطق المجاورة، وشارعها الرئيسي، وذكر عشائرها، وحكامها، وشاهد فيها يهود، وهندوس، وبلوش،و أتراك، وأفارقة، وكانوا أغلبهم يحملون الأسلحة كالخناجر المعقوفة، والسيوف الصقيلية، والبنادق وفتيلها، ووصف أزياءهم المختلفة التي كان يرتديها هؤلاء الناس كل حسب طريقته وتقاليده. ثم غادرها مواصلاً رحلته إلى جنات عدن، وبعد ان سجل ملاحظاته عنها، غادرها عبر الخليج العربي، واصفاً التجارة، وانواع البضائع، والسفن، التي تتواجد في هذا الخليج، ومنه وصل إلى بلاد ما بين النهرين، فوصل أولاً إلى البصرة، وبعد ان قدم وصفاً عن سكانها ومعالمها، إتجه إلى زيارة آثار مدينة بابل التاريخية، ومنها اتجه قاصداً بغداد عن طريق النهر، وهو واحد من عدة رحالة أجانب زاروا بغداد في العهد العثماني، وقد زارها عام (1817)، حيث قدم وصفاً لمعالمها وبيوتها ومؤسساتها وقلعتها قلعة بغداد، ومنها إتجه شمالاً على ظهر الحصان ولم يعبر صحراء حلب، فعبر جبال العراق في كردستان، حيث وصل إلى أربيل، ومنها توجه إلى السليمانية، وقد أسهب في وصف كردستان وطبيعتها وسكانها من الرجال والنساء، وأزياءها ومواشيها، وخيولها، وقال ان المرأة تساوي الرجل في الجرأة والبراعة، وقد شاهد نساء يمتطين الخيول بمفردهن أو مع أزواجهن. ومن كردستان سار إلى الموصل والتقى الأيزيديين وأطنب في وصفهم، وكتب ما شاهده من معالم وأشخاص، وليتجه بعدها قاطعاً الصحراء الصغيرة (البادية)، ليصل إلى نصيبين، وبعد ان سجل مشاهداته عنها، إنطلق منها نحو ماردين، ودوَّن في يومياته وصفاً عنها، ليغادرها نحو القسطنطينية عاصمة الدولة العثمانية آنذاك.

## الإمتنان
يعرب الملازم هيود عن إمتنانه للسيد (إيرل فيتزويليام Right Honourable, William Fitzwilliam,4th Earl Fitzwilliam) لأنه أول من اقترح عليه جمع وترتيب الملاحظات التي أخذها خلال رحلته لتكون كتاباً مجلداً مطبوعاً. وكذلك وجد هيود تشجيعاً من والديه وأصدقائه وشوقهم لمعرفة ما قام به من مغامرات في هذه الرحلة الطويلة والخطرة في تلك البلدان البعيدة، فكانوا من المحفزين له على طباعة ونشر مذكراته في كتاب.

## وفاته
توفي الملازم وليم هيود ولم يتجاوز 36 سنة، في شهر مايو/آيار 1825م، في مدينة (ماسوليبتان Masulipatan).